# Villenauxe-la-Grande
Villenauxe-la-Grande is een gemeente in het Franse departement Aube in de regio Grand Est. De plaats maakt deel uit van het arrondissement Nogent-sur-Seine. Villenauxe-la-Grande telde op 1 januari 2022 2.604 inwoners.

## Geschiedenis
Villenauxe-la-Grande was de hoofdplaats van het gelijknamige kanton totdat dit op 22 maart 2015 werd opgeheven en de gemeenten werden opgenomen in het aangrenzende kanton Nogent-sur-Seine.

## Geografie
De oppervlakte van Villenauxe-la-Grande bedroeg op 1 januari 2022 18,05 vierkante kilometer; de bevolkingsdichtheid was toen 144,3 inwoners per km².
De onderstaande kaart toont de ligging van Villenauxe-la-Grande met de belangrijkste infrastructuur en aangrenzende gemeenten.

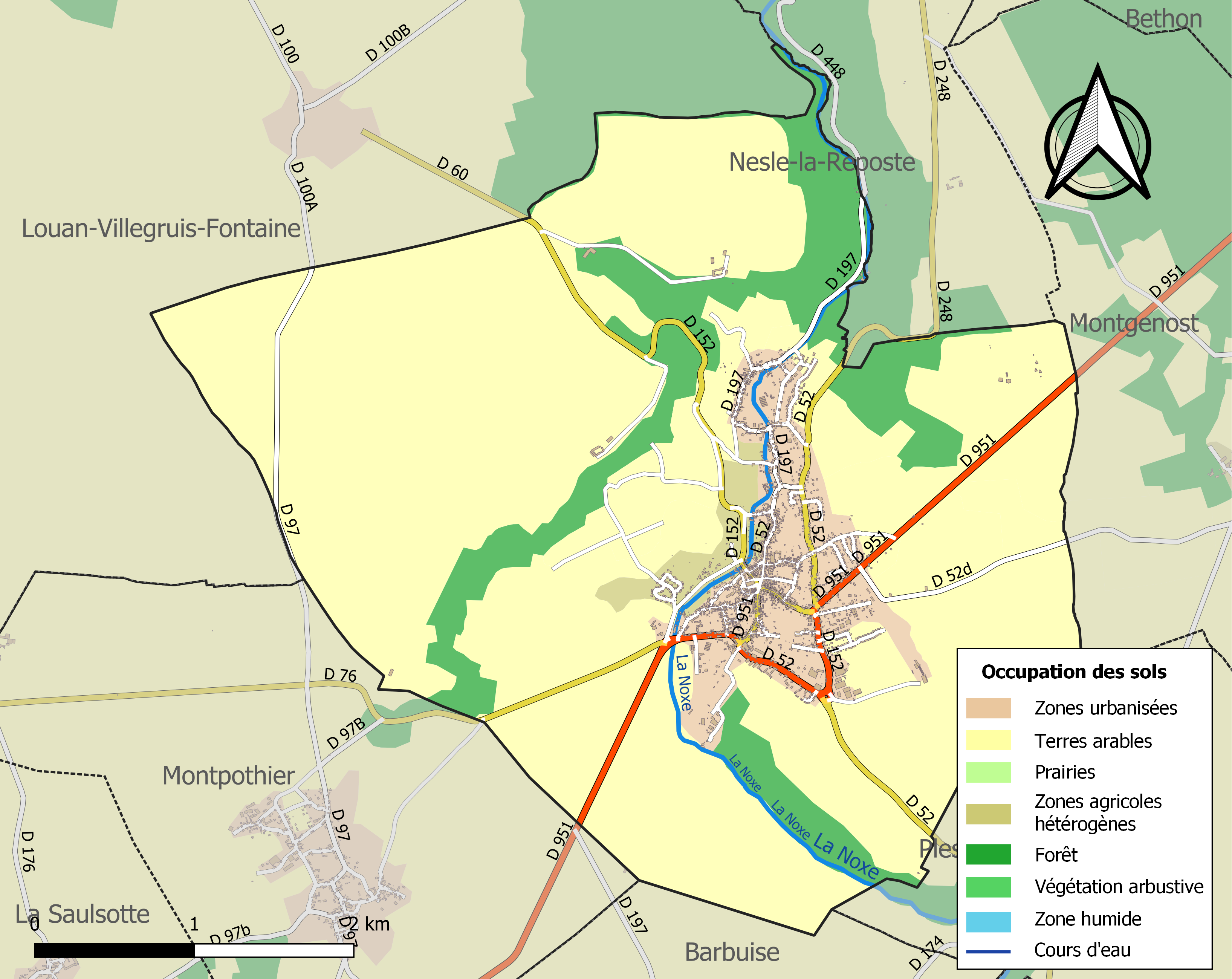

## Demografie
Onderstaande figuur toont het verloop van het inwonertal (bron: INSEE-tellingen).

Vanwege een beveiligingsprobleem met de MediaWiki Graph-software is het momenteel niet mogelijk deze grafiek weer te geven. Zodra de software is bijgewerkt zal de grafiek vanzelf weer zichtbaar worden.

## Geboren in Villenauxe-la-Grande
- Jean Girault (1924-1982), Frans filmregisseur

Barbuise · Bouy-sur-Orvin · Courceroy · Ferreux-Quincey · Fontaine-Mâcon · Fontenay-de-Bossery · Gumery · La Louptière-Thénard · Marnay-sur-Seine · Le Mériot · Montpothier · La Motte-Tilly · Nogent-sur-Seine · Périgny-la-Rose · Plessis-Barbuise · Pont-sur-Seine · Saint-Aubin · Saint-Nicolas-la-Chapelle · La Saulsotte · Soligny-les-Étangs · Traînel · La Villeneuve-au-Châtelot · Villenauxe-la-Grande